# Campionati mondiali di tiro 1897
Il primo campionato mondiale di tiro si disputò nel 1897 a Lione e fu organizzato dall'ISSF e dalla federazione di tiro francese. La nazione più medagliata fu la Svizzera.

## Risultati

### Uomini
| Evento                              | Oro                                                                                     | Oro       | Argento                                                                 | Argento   | Bronzo                                                                            | Bronzo    |
| Evento                              | Atleta                                                                                  | Risultato | Atleta                                                                  | Risultato | Atleta                                                                            | Risultato |
| Carabina 300m 3 posizioni           | Frank Jullien                                                                           | 501       | Ole Østmo                                                               | 484       | Karl Ehrensperger                                                                 | 471       |
| Carabina 300m a terra               | Frank Jullien                                                                           | 172       | Enrico Ghisler                                                          | 169       | Ole Østmo                                                                         | 167       |
| Carabina 300m in ginocchio          | Frank Jullien                                                                           | 170       | Alcide Hirschy                                                          | 165       | Henrik Sillem                                                                     | 161       |
| Carabina 300m in piedi              | Ole Østmo                                                                               | 161       | Frank Jullien                                                           | 159       | Henrik Sillem                                                                     | 157       |
| Carabina 300m 3 posizioni a squadre | Svizzera Karl Ehrensperger Alcide Hirschy Friedrich Lüthi Frank Jullien Louis Richardet | 2310      | Olaf Frydenlund Jens Jensen Ferdinand Larsen Ole Østmo Henry Skoftestad | 2249      | Francia Auguste Cavadini Maxime Lardin Maurice Lecoq Léon Moreaux Alphonse Violet | 2206      |

## Medagliere
Nazione ospitante
| Posiz. | Nazione     | Oro | Argento | Bronzo | Totale |
| ------ | ----------- | --- | ------- | ------ | ------ |
| 1      | Svizzera    | 4   | 2       | 1      | 7      |
| 2      | Norvegia    | 1   | 2       | 1      | 4      |
| 3      | Italia      | 0   | 1       | 0      | 1      |
| 4      | Paesi Bassi | 0   | 0       | 2      | 2      |
| 5      | Francia     | 0   | 0       | 1      | 1      |